# Verkoopautomaat
Een verkoopautomaat is een machine die na betaling een gekozen product levert.
Verkoopautomaten worden vaak geplaatst op plekken waar het inrichten van een bemand verkooppunt niet mogelijk of niet rendabel is, en ook wel op een druk, bemand verkooppunt, als aanvulling.
Verder leveren verkoopautomaten producten die men soms dringend nodig denkt te hebben, ook op een moment dat winkels gesloten zijn. Voorbeelden zijn verkoopautomaten voor onder andere de afgifte van condooms, frisdranken, koffie, snoepgoed, sigaretten, postzegels, treinkaartjes, of een automatiek voor voedselafgifte.
Verkoop van producten waarbij de klant wettelijk minimaal een bepaalde leeftijd moet hebben vereist een controlesysteem, bijvoorbeeld door middel van een speciaal pasje. Bij het kopen van een vervoerbewijs met leeftijdskorting is er vaak geen leeftijdscontrole, die vindt dan plaats bij de controle van het vervoerbewijs.

## Verkoop van producten
Verkoopautomaten waaruit producten zoals snoep en blikjes frisdrank worden verkocht, worden veelal geplaatst op stations, in parkeergarages en in bedrijfs- of schoolkantines. Op zulke plekken is soms ook een automatiek aanwezig, een verkoopautomaat voor warme snacks. Ook staat bij sommige bakkers een broodautomaat.
De meeste snoepautomaten zijn van het model waarbij de producten in een metalen spiraal geplaatst zijn, en na inworp van het juiste bedrag een code moet worden ingetoetst waarna de spiraal een slag draait en het product naar beneden valt. 
Bij frisdrankautomaten valt het blikje of flesje meestal na een druk op de gewenste knop. Ook zijn er automaten met een slede die naar boven gaat, waar het blikje of flesje invalt, waarna de slede naar beneden gaat en men het gewenste kan pakken.
De meeste automaten geven wisselgeld terug.  
De aanwezigheid van snoep- en drankautomaten in schoolkantines is niet onomstreden, omdat de grote beschikbaarheid van calorierijk voedsel bijdraagt aan de zorgwekkende toename van overgewicht bij kinderen.
Ook sigaretten worden vanuit een verkoopautomaat verkocht, maar door de steeds strenger wordende regelgeving die de verkoop van tabaksproducten reguleert, is het aantal sigarettenautomaten in de laatste jaren sterk teruggelopen.

### Oude modellen
Vroeger waren de verkoopautomaten voornamelijk mechanisch waarbij na de inworp van het juiste bedrag aan munten het product uit de automaat 'getrokken' kon worden, hetzij door een lade open te trekken (de producten lagen op elkaar en wanneer men de lade dan weer sloot viel het volgende artikel naar beneden), of door aan een trekschuif te trekken. Ook bestonden er automaten waarbij een knop moest worden omgedraaid. Bij Nederlandse sigarettenautomaten was het gebruikelijk dat er alleen guldens moesten worden ingeworpen en dat het eventuele wisselgeld op het pakje was geplakt.

## Kaartjesautomaten
Een kaartautomaat is een verkoopautomaat die na betaling een kaartje uitprint, bijvoorbeeld een vervoersbewijs voor het openbaar vervoer, een parkeerkaartje (uit een parkeerautomaat) of een toegangsbewijs voor een attractie of voorstelling. 
Kaartjesautomaten worden ook geplaatst om een bemand verkooppunt te ontlasten. In dat geval kan de klant kiezen of hij zijn kaartje bij de kaartjesautomaat haalt of (soms tegen een geringe meerprijs) bij het bemande verkooppunt.
Soms heeft een fastfoodrestaurant een automaat voor het doen en betalen van een bestelling waarna men met de bon de bestelling aan een aparte balie kan afhalen.
Een kaartautomaat biedt soms meer functionaliteit dan een verkoopbalie, bijvoorbeeld dat men zelf op het scherm een plaats in een bioscoopzaal kan selecteren, of meer algemeen, dat vele mogelijkheden kunnen worden gepresenteerd, die een medewerker niet allemaal zou kunnen opsommen, en waarvan de visuele presentatie bovendien afbeeldingen kan bevatten en overzichtelijker kan zijn dan een gesproken opsomming.

## Mens-machinecommunicatie

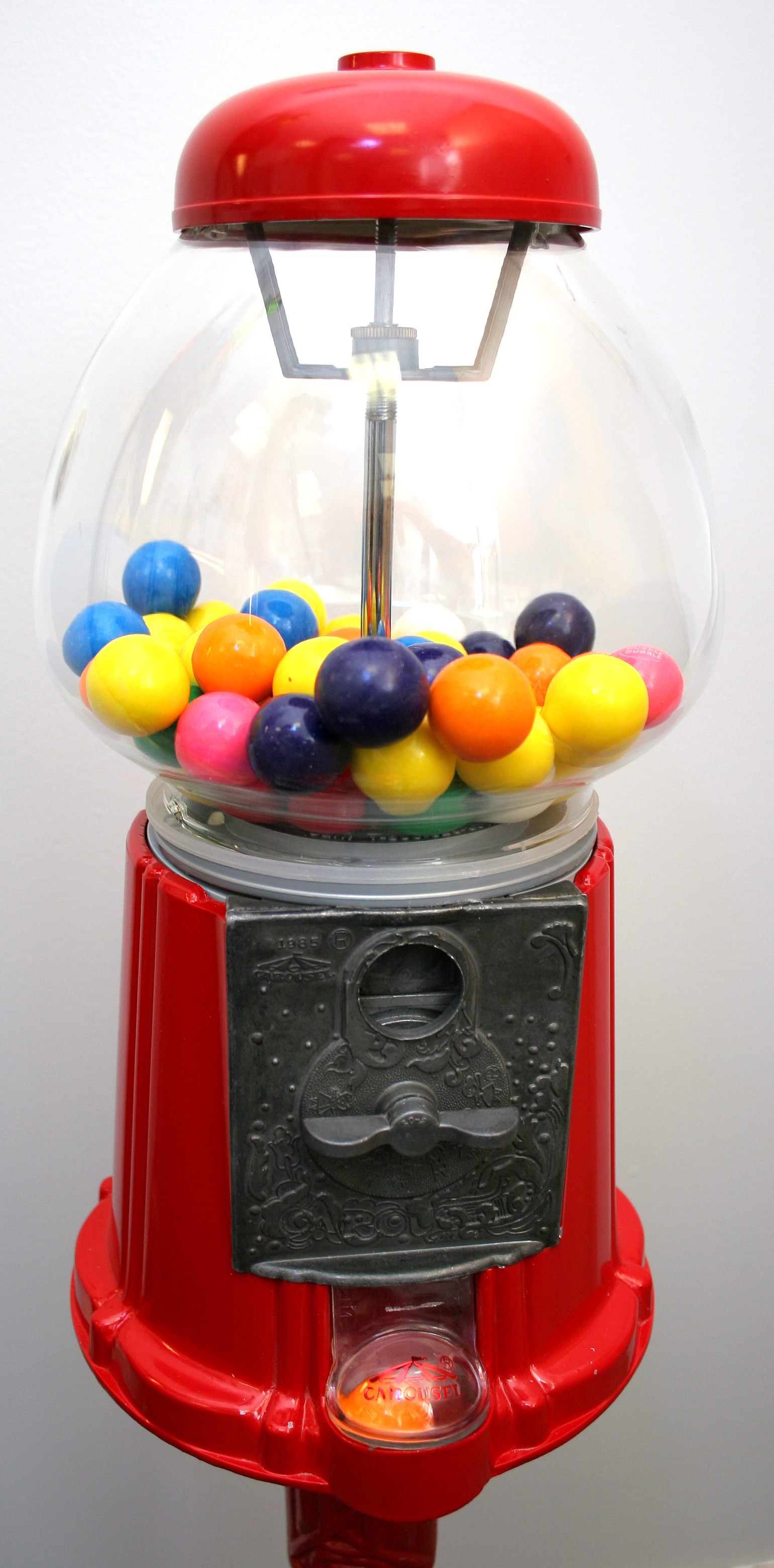
Kauwgomballenautomaat

In de begintijd was de selectie en keuze van het product voor de gebruiker vrij eenvoudig en mechanisch. Er was een ingenieus mechanisme nodig om de munten te controleren. Meestal was hoorbaar of een munt geaccepteerd werd of niet, en in het laatste geval kon met een drukknop de geweigerde munt teruggevraagd worden. Oudere automaten accepteerden slechts een soort munt, bijvoorbeeld uitsluitend kwartjes. Sommige hadden meerdere inwerpgleuven voor de verschillende munten. Zodra het bedrag betaald was kon je een lade opentrekken of op een andere wijze een product kiezen. De benodigde energie werd door de gebruiker geleverd.
Sommige eenvoudige automaten - zoals de bekende kauwgomballenautomaten - controleerden de ingeworpen munt nauwelijks en werkten ook met een metalen schijfje van de juiste grootte.
Modernere automaten hebben netvoeding. Er kan een uitgebreide reeks van knoppen zijn die in combinatie gebruikt moeten worden om een product te kiezen. Er worden verschillende munten geaccepteerd en de beheerder kan voor elk product een andere prijs vaststellen. Om het aantal knoppen te beperken en flexibeler te werken ging men vaak met numerieke codes en een bijhorende codetabel werken zoals bij de eerste NS-kaartautomaten. Een andere manier om het aantal knoppen te beperken was om een uitgebreide vraag-en-antwoorddialoog te voeren met de klant waarbij de gewenste keus steeds preciezer werd. Het is de kunst om deze dialogen goed op te bouwen en de mogelijkheid te geven voor correcties en wijzigingen, zodat er zo min mogelijk tijdverlies ontstaat bij tussentijdse foutieve keuzes. 
Aanraakschermen geven de mogelijkheid om alle fysieke toetsen te vervangen door virtuele toetsen en keuzes op het scherm. Zo een aanraakscherm is echter duur en kwetsbaar voor vandalisme.  Een beschermglas maakt het aanraakscherm echter bijna onbruikbaar en plaatsen van de vingers op de juiste toetsen moeilijk, zeker als de bediening afhankelijk is van de warmte van de vingers. Er worden draaiknoppen en scrollbars (voorbeeld: Franse TER-kaartautomaten) gebruikt om het scherm de juiste keuze te bepalen, een keuze die dan wordt vastgelegd door op een bevestigingsknop te drukken. 
Het grote voordeel van aanraakschermen en schermen met draaiknoppen is dat alle dialogen aangepast kunnen worden en andere producten verkocht kunnen worden door een aanpassing van de software. Die aanpassingen kunnen vaak ook nog centraal uitgevoerd worden via het netwerk, net zoals tariefaanpassingen.
Veel moderne verkoopautomaten accepteren geen muntgeld maar uitsluitend pin-betalingen. Er is dan geen nauwkeurig mechaniek nodig om de munten te controleren en de automaat is minder gevoelig voor inbraak. Hier kan echter lang niet altijd een pincode worden ingetoetst; als het limietbrdrag voor betalen zonder een pincode in te toetsen bereikt is kan dan niet betaald worden.

## Ongevallen
Door het schudden en omvallen van verkoopautomaten zijn volgens de U.S. Consumer Product Safety Commision tussen 1978 en 1995 ten minste 37 personen overleden en raakten 113 personen gewond geraakt. Men schudt vaak aan de machine voor het verkrijgen van vastzittende producten, of voor het verkrijgen van wisselgeld.

## Betaalmethoden
Een automaat kan een of meer van de volgende betaalmogelijkheden hebben:
- muntgeld, al dan niet met teruggave van wisselgeld - gevoelig voor inbraak, lastig voor de klant bij grotere bedragen.
- bankbiljetten - gevoelig voor inbraak, soms storingsgevoelig.
- elektronische betaling, vaak contactloos met een pinpas of creditcard.

## Afbeeldingen

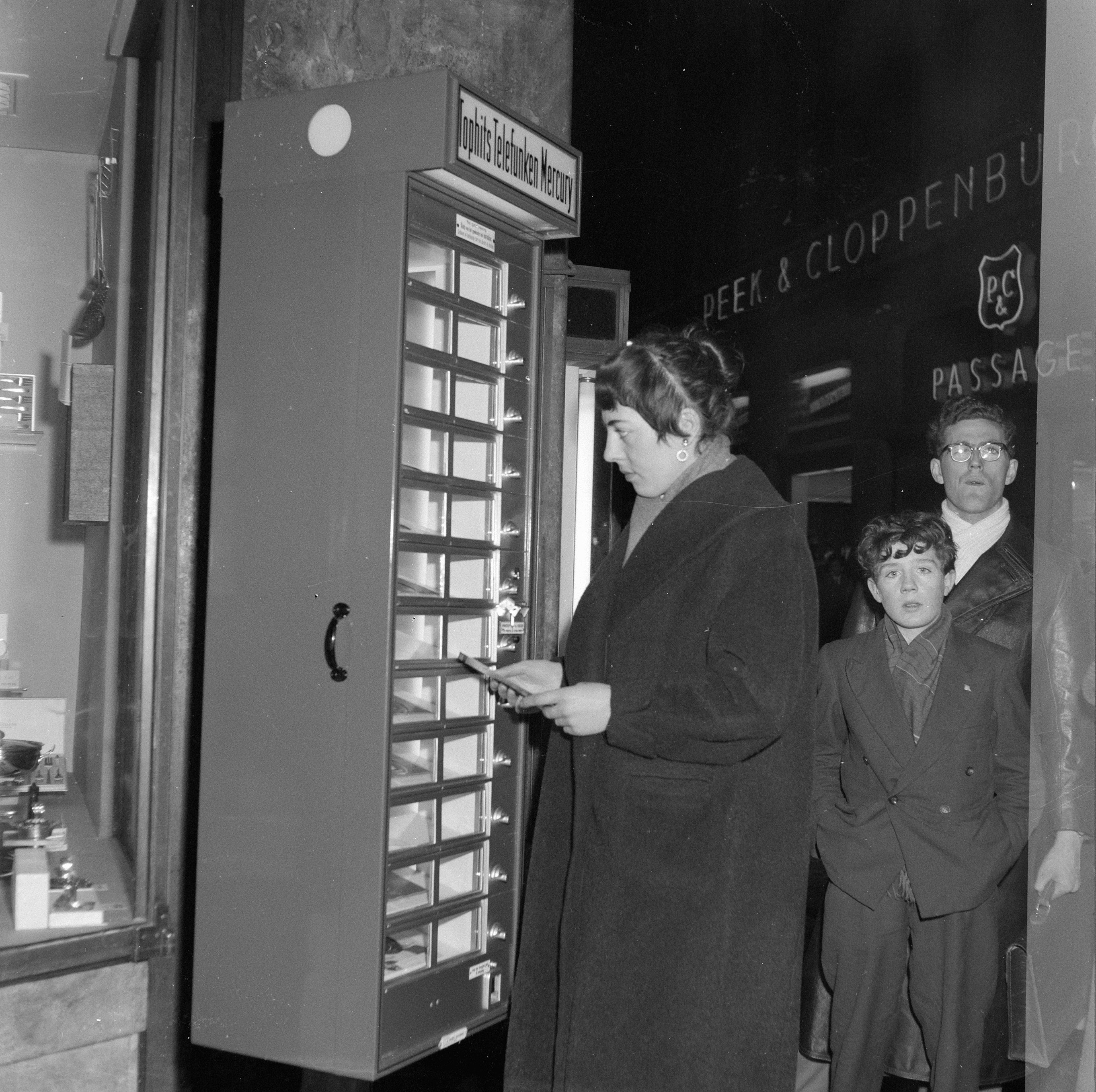
Grammofoonplatenautomaat in de Kalverstraat in Amsterdam in 1958
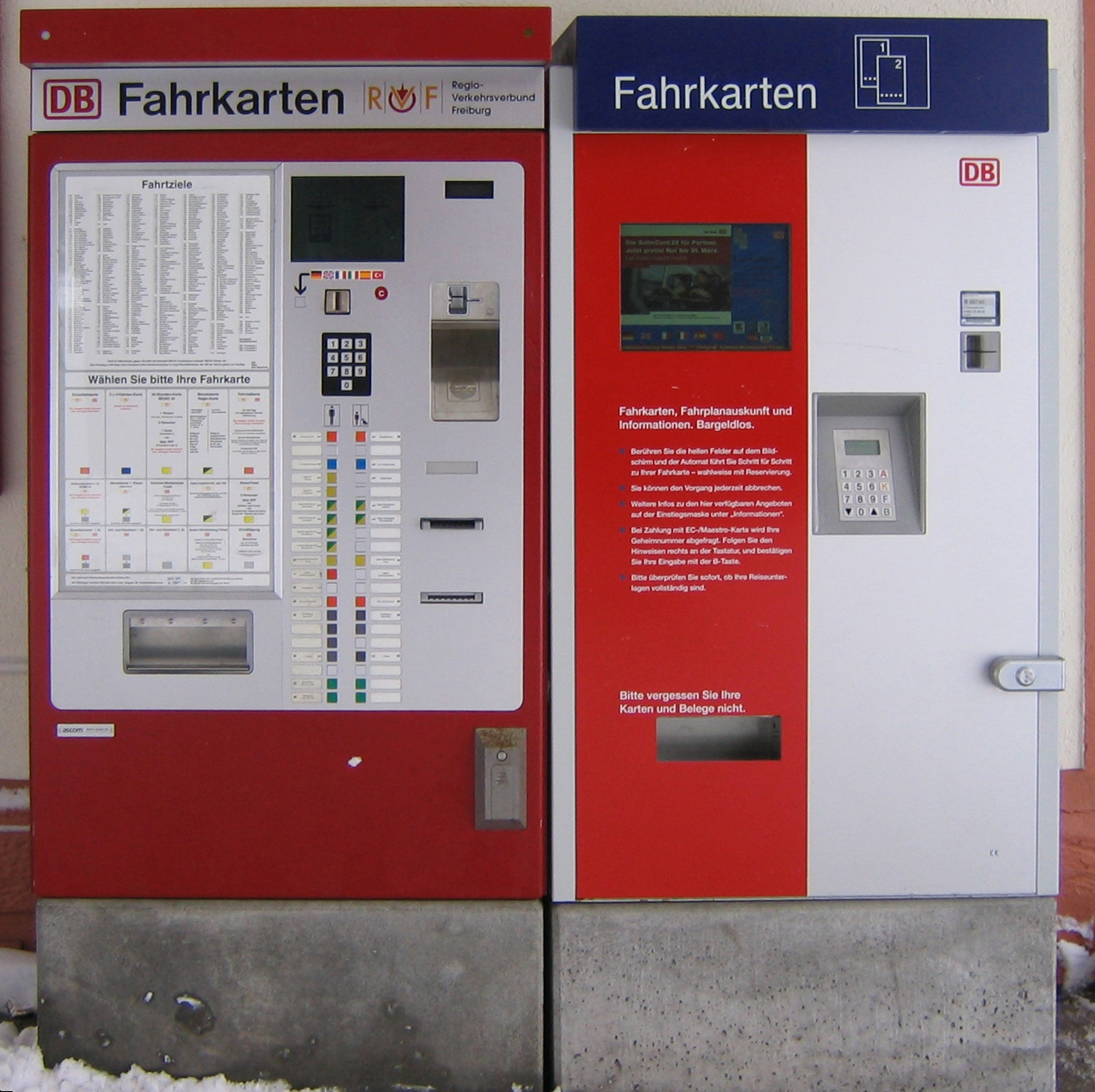
Voormalige kaartjesautomaat van de Deutsche Bahn
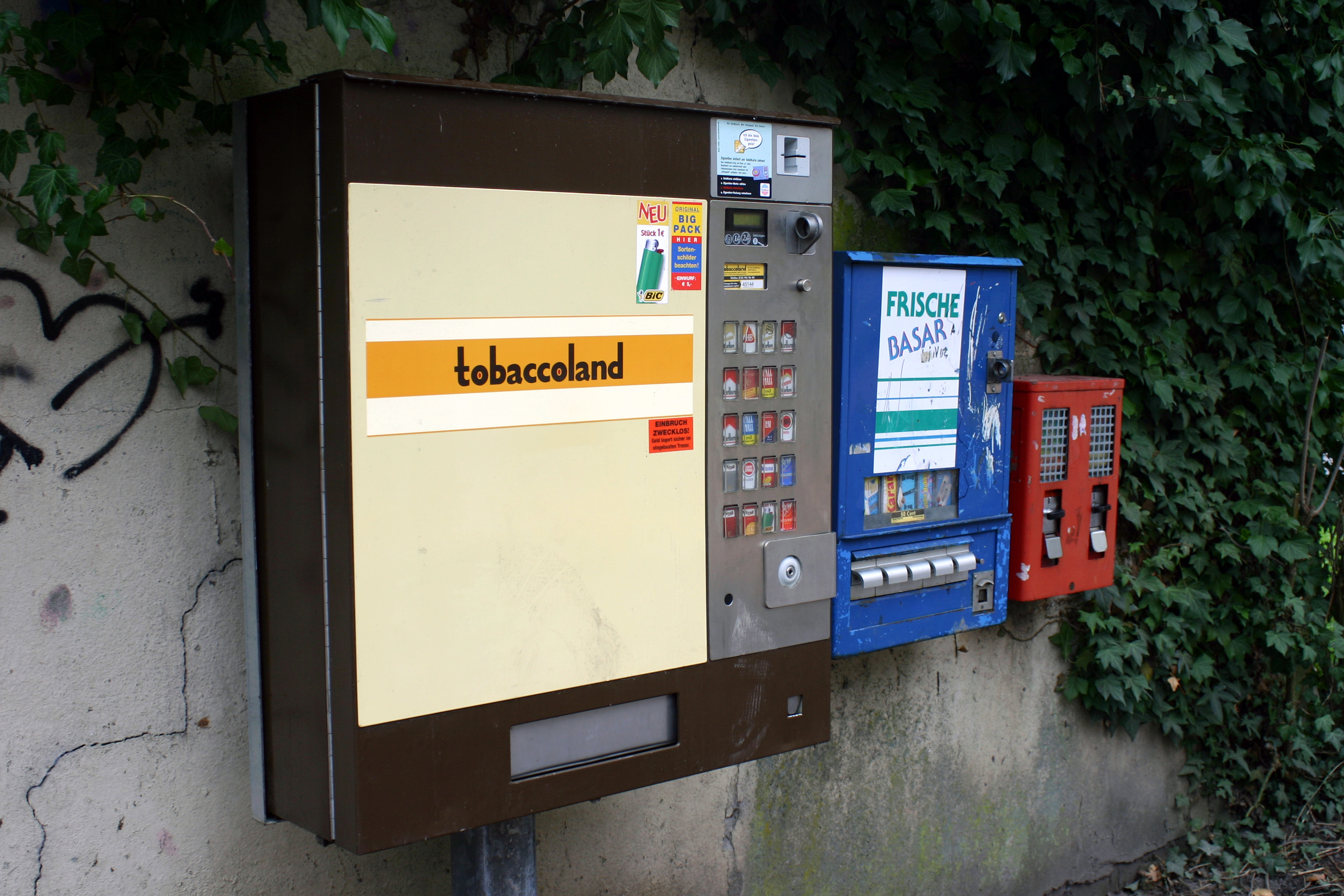
Sigarettenautomaat en twee kauwgomballenautomaten
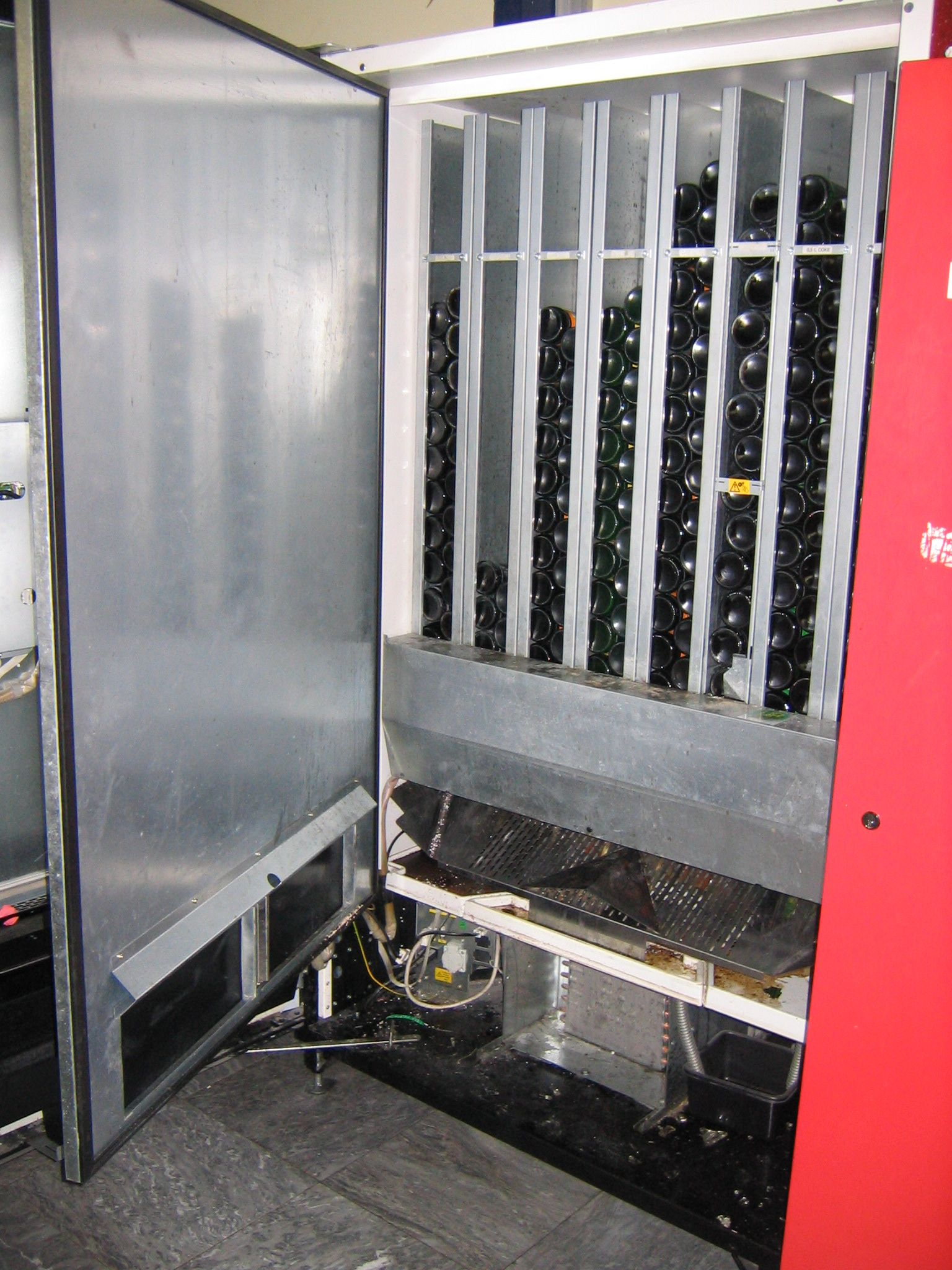
Binnenkant van een blikjesautomaat
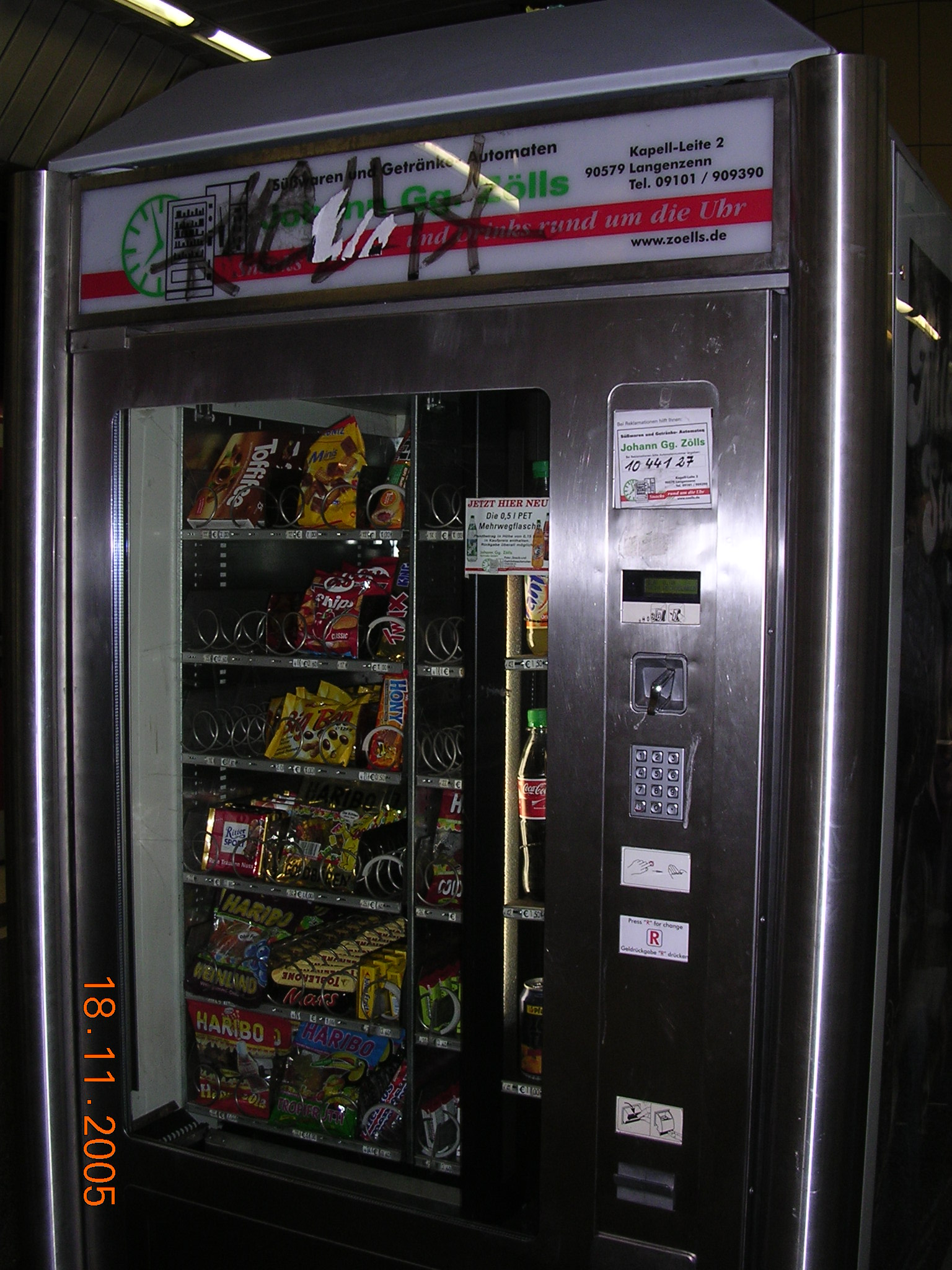
Snoepautomaat
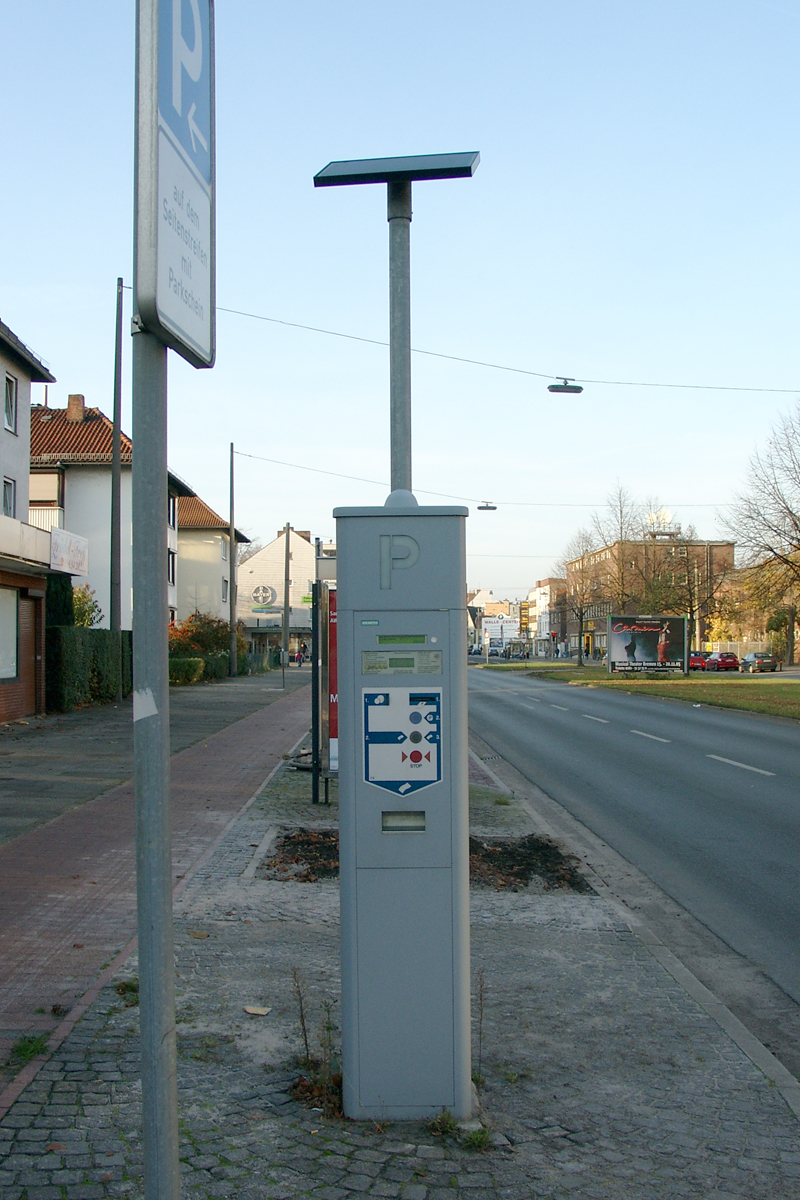
Parkeerkaartjesautomaat op zonne-energie
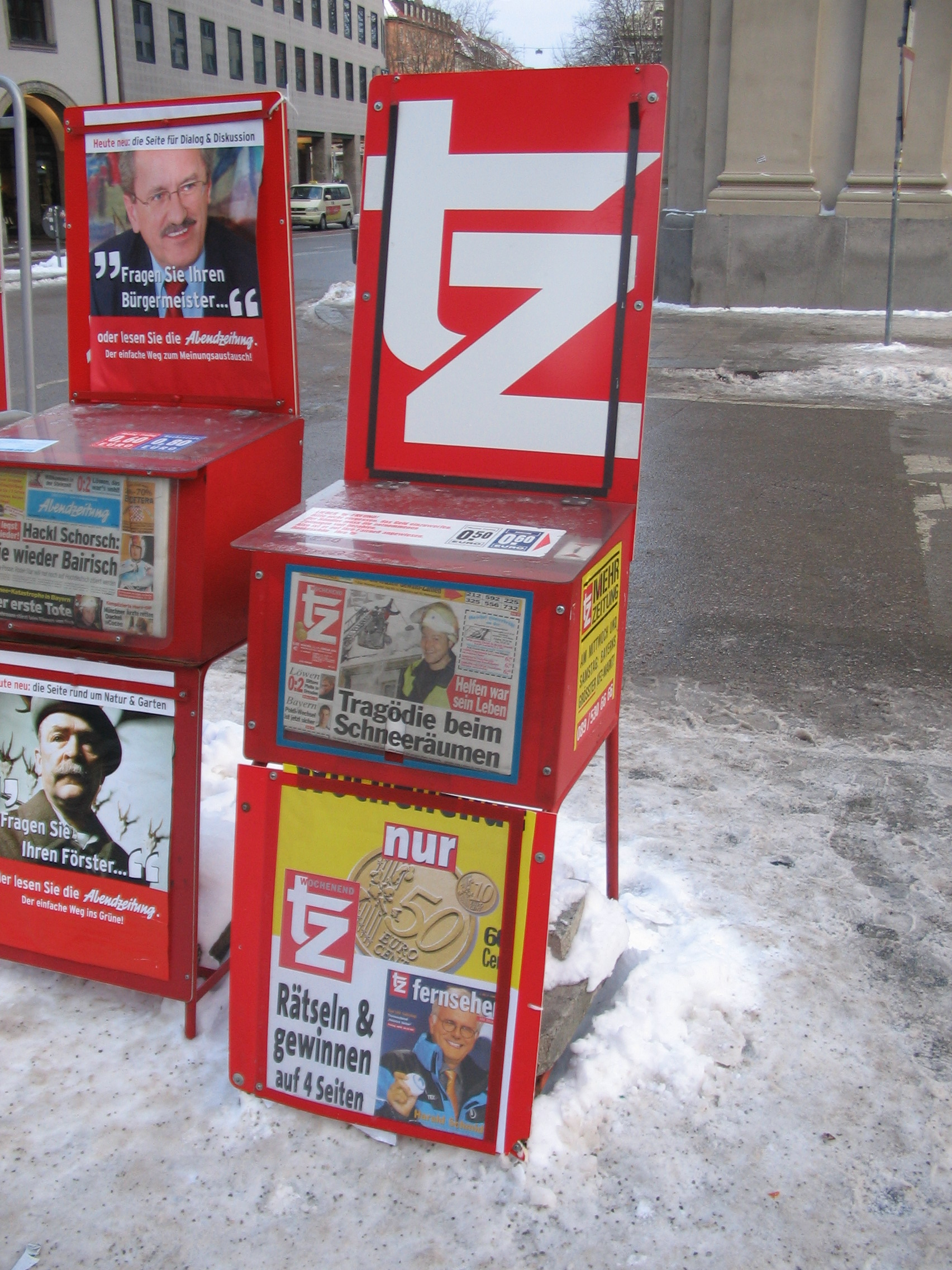
Krantenautomaat
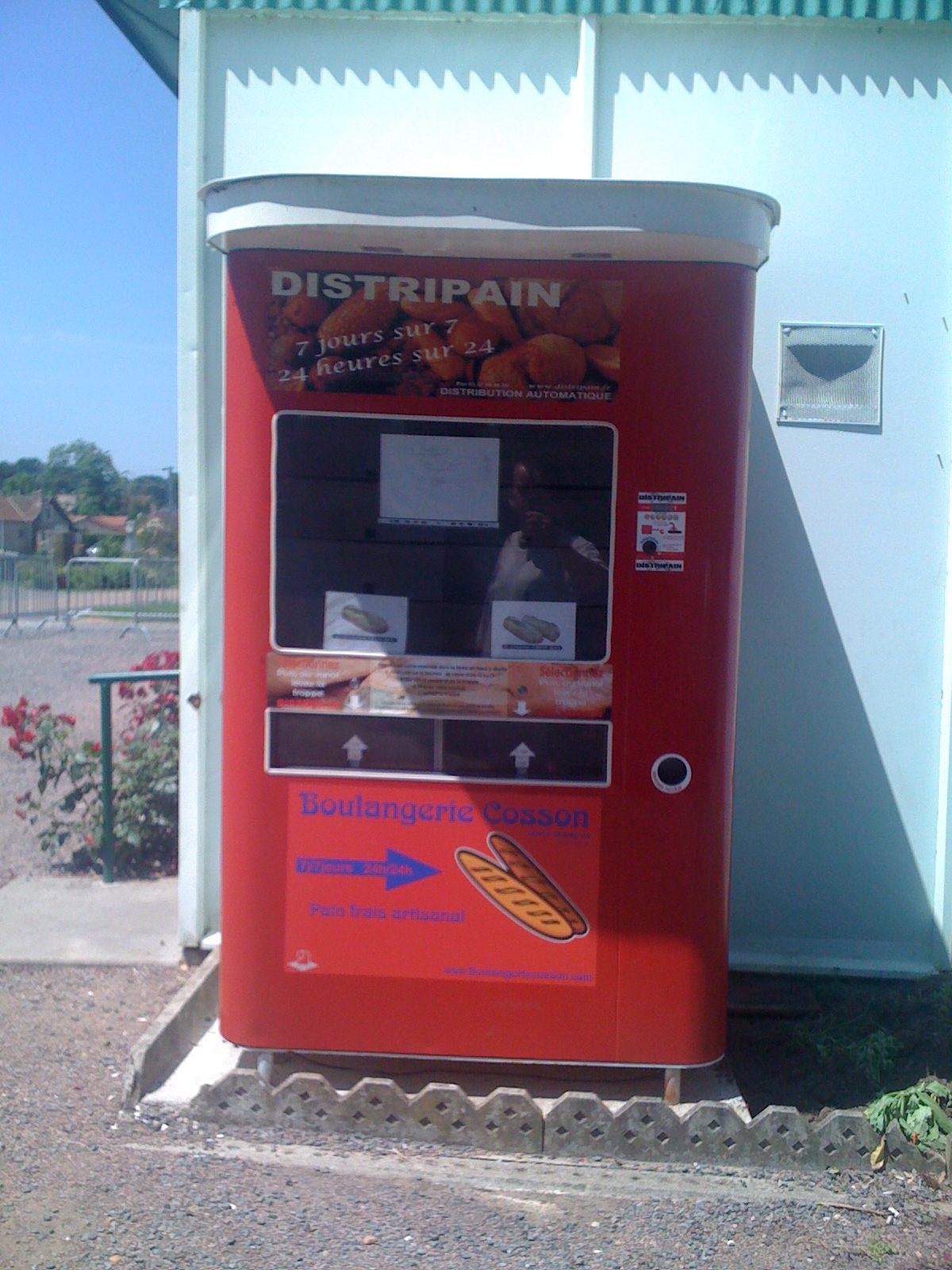
Verkoopautomaat voor brood in een Frans dorp